# Атамыш
Атамы́ш — село в Атнинском районе Татарстана. Входит в состав Нижнекуюкского сельского поселения.

## География
Находится в северо-западной части Татарстана на расстоянии приблизительно 12 км по прямой на запад от районного центра села Большая Атня у речки Ашит.

## История
Основано в период Казанского ханства.

## Население
Постоянных жителей было: в 1782 году — 111 душ мужского пола, в 1859—703, в 1897—706, в 1908—786, в 1920—647, в 1926—625, в 1938—570, в 1949—378, в 1958—261, в 1970 — 67, в 1979 — 28, в 1989 — 4, в 2002 − 3 (русские 100 %), 89 в 2010.